# Estació de Can Boixeres
Can Boixeres és una estació de la L5 del Metro de Barcelona situada a la superfície, però coberta, prop del carrer Estronci, al barri de Sanfeliu de l'Hospitalet de Llobregat.
L'estació es va inaugurar el 1976 com a part de la Línia V i amb el nom de Buxeras, fins que el 1982, amb la reorganització dels números de línies i canvis de nom d'estacions, va adoptar el nom actual.
Al costat d'aquesta estació hi ha una de les tres cotxeres de la L5 del metro.
Aquesta estació, arran d'una intervenció artística comunitària, està envoltada de color i imatges.
| Metro de Barcelona     |               |                                              |             |                        |
| Procedència/Destinació | <             | Línia                                        | >           | Procedència/Destinació |
| Cornellà Centre        | Sant Ildefons | Logotip de la Línia 5 del metro de Barcelona | Can Vidalet | Vall d'Hebron          |

## Accessos
- Carrer Estronci